# King Kong (1933)
King Kong (Nederlandse titel: King Kong en het achtste wereldwonder) is een beroemde Amerikaanse avonturenfilm uit 1933. De film gaat over de enorme prehistorische gorilla Kong.
De film was een RKO productie. Het verhaal van de film werd geschreven door Edgar Wallace, Ruth Rose en James Ashmore Creelman gebaseerd op een concept van Merian C. Cooper. Een boekversie van de film verscheen al voor de film zelf in 1932. Dit boek bevat ook beschrijvingen van scènes die niet in de film werden opgenomen.
De film werd geregisseerd door Merian C. Cooper en Ernest B. Schoedsack. De film is vooral beroemd geworden vanwege de voor die tijd geavanceerde Stop-motion effecten van Willis O'Brien, de muziek van Max Steiner en actrice Fay Wray.

## Verhaal
De film begint in New York ten tijde van de Grote Depressie (begin jaren 30). Carl Denham, een filmregisseur beroemd vanwege zijn “dierenfilms” gefilmd op afgelegen exotische locaties, zwerft de straten van New York af op zoek naar een geschikte actrice voor zijn nieuwste film. Hij komt toevallig langs een fruitstalletje, waar hij er getuige van is hoe een arme vrouw genaamd Ann Darrow wordt betrapt op het stelen van een appel. Carl komt tussenbeide en betaalt de eigenaar van de fruitkraam. Ann valt hierop van de honger flauw in zijn armen waarbij het Carl opvalt hoe mooi ze is. Hij is ervan overtuigd dat Ann de actrice is die hij zoekt en biedt haar onmiddellijk de baan aan. Ann neemt de baan meteen aan omdat ze toch niets te verliezen heeft.
De volgende ochtend vertrekt de gehele filmcrew met het schip de Venture richting een nog onbekende locatie. Aan boord ontmoet Ann ook eerste stuurman Jack Driscoll die aanvankelijk niets moet hebben van een vrouw aan boord. Na lange tijd niets los te hebben gelaten over hun eindbestemming vertelt Carl kapitein Englehorn dat ze op weg zijn naar een eiland dat nog onbekend is bij de meeste mensen. Twee jaar geleden kreeg Carl van een schipper een kaart met de locatie. Vervolgens vraagt hij Englehorn en Jack of ze ooit hebben gehoord van een zekere “Kong”. Hij vertelt hen dat Kong een monster is dat zou leven op het eiland. Carl is van plan hem in zijn film te gebruiken.
Ondanks dat hij geen voorstander is van vrouwen aan boord begint Jack toch gevoelens te ontwikkelen voor Ann. Carl, die uit ervaring weet hoe stoer Jack normaal is, vertelt de twee dat hun relatie sterk lijkt op wat hij voor zijn film in gedachten heeft. Wanneer de Venture eindelijk aankomt bij het eiland gaat Carl meteen met een aantal crewleden, waaronder Ann, aan land. Ze belanden in een dorp dat is gebouwd op een stuk van het eiland dat van de rest is afgesneden door middel van een enorme muur. In het dorp is net een ritueel aan de gang waarbij een meisje van de stam zal worden geofferd aan Kong. Kapitein Englehorn is in staat met de dorpelingen te praten aangezien hun taal sterk lijkt op die van de inwoners van Nias. De medicijnman van het dorp ziet Ann en beschrijft haar als “de gouden vrouw” (vanwege haar blonde haar, een zeldzaam verschijnsel op het eiland). Hij wil haar ruilen tegen zes vrouwen van de stam. Denham gaat uiteraard niet akkoord en laat de kapitein met het stamhoofd afspreken dat ze morgen verder zullen onderhandelen.

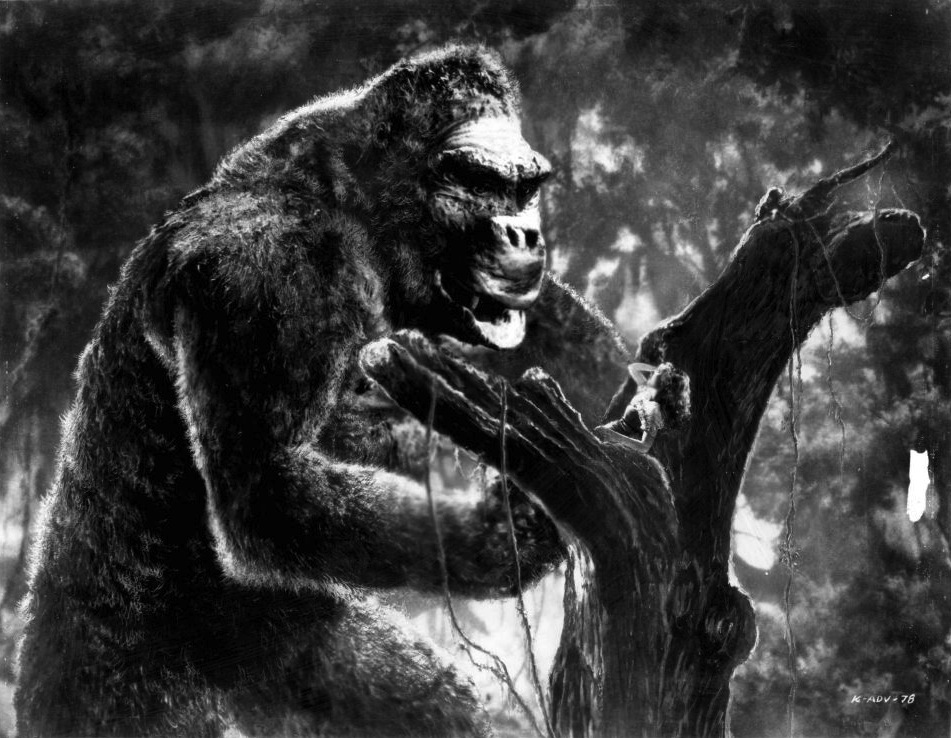
King Kong en Ann

De eilandbewoners nemen geen genoegen met “nee” en ontvoeren Ann die nacht. Zij zal nu als offer aan Kong worden gegeven. Wanneer Kong zichzelf toont zien we voor het eerst dat hij een enorme gorilla is. Op de Venture heeft men Anns ontvoering inmiddels gemerkt en baant zich een weg door het dorp naar de muur. Ze zijn net te laat en zien hoe Kong met Ann in het oerwoud verdwijnt. Een deel van de crew blijft achter in het dorp terwijl Jack, Carl en enkele gewapende schippers de achtervolging inzetten. Onderweg komen ze verschillende prehistorische monsters tegen zoals een stegosaurus en een vleesetende brontosaurus.
Wanneer de groep een ravijn probeert over te steken via een enorme boomstam worden ze geconfronteerd met Kong zelf. Hij schudt al zijn achtervolgers, behalve Carl en Jack, van de boomstam het ravijn in. Voordat hij zich op Carl en Jack kan concentreren wordt hij afgeleid door een schreeuw van Ann. Zij wordt aangevallen door een tyrannosaurus. Kong haast zich terug naar de plek waar hij Ann had achtergelaten en er ontstaat een gevecht tussen hem en de T. rex waarbij Kong de T. rex doodt door diens kaken open te splijten.
Jack stuurt Carl terug naar het dorp om een nieuwe expeditie te regelen en zelf gaat hij achter Kong aan. Hij volgt de gorilla naar de top van Skull Mountain. Wanneer Ann wordt aangevallen door een pterodactylus wordt Kong lang genoeg afgeleid voor Ann en Jack om terug te vluchten naar het dorp. Daar maakt Carl bekend dat hij Kong wil vangen om als attractie tentoon te stellen in New York. Het duurt niet lang of Kong komt naar het dorp om Ann terug te halen. Hij breekt door de enorme deur in de muur heen en verwoest het dorp. Carl schakelt hem uit met een gasbom. Hij ziet de toekomst al voor zich: “Kong – het achtste wereldwonder” in neonletters op Broadway.
In de volgende scène komen deze woorden dan ook terug op de gevel van een theater. De zaal zit die avond propvol nieuwsgierige bezoekers. Jack, Carl en Ann zijn alle drie aanwezig voor de grote opening. Wanneer het doek opengaat, is Kong vastgeketend aan een platform. Kongs formaat en kracht jagen veel van de aanwezigen angst aan, maar Carl verzekert hen dat ze veilig zijn. Alles gaat goed, totdat enkele fotografen foto’s beginnen te maken van Ann en Jack. Kong, denkend dat de flitsers Ann aanvallen, breekt uit zijn ketens en uit het theater waarna hij flink huishoudt in New York.
Uiteindelijk vindt Kong Ann in een hotelkamer en neemt haar mee naar de top van het Empire State Building. De autoriteiten hebben inmiddels vier dubbeldekkers van de marine laten komen om Kong neer te schieten. Ondanks dat Kong erin slaagt een van de vliegtuigen te verwoesten blijkt hij niet opgewassen tegen de overige drie. Dodelijk gewond valt hij van het Empire State Building zijn dood tegemoet. Wanneer Carl een agent hoort zeggen dat de vliegtuigen Kong hebben verslagen corrigeert hij hem: “No, it wasn't the airplanes; it was beauty killed the beast.”

## Rolverdeling
| Acteur           | Personage                |
| ---------------- | ------------------------ |
| Fay Wray         | Ann Darrow               |
| Robert Armstrong | Carl Denham              |
| Bruce Cabot      | John 'Jack' Driscoll     |
| Frank Reicher    | Kapitein Englehorn       |
| Sam Hardy        | Charles Weston           |
| Noble Johnson    | Stamhoofd eilandbewoners |
| Steve Clemento   | Witch King               |
| James Flavin     | tweede stuurman Briggs   |

## Achtergrond

### Geschiedenis
Voordat King Kong werd gemaakt, bestonden er al andere films over expedities naar afgelegen jungles en locaties. In veel van deze films kwam ook al elementen als monsters en andere gevaren voor.
In 1913 begonnen Junglefilms aan hun opmars in de Verenigde Staten met Beasts in the Jungle, een film die live-action acteurs mengde met beelden van tijgers, leeuwen en andere dieren. De populariteit van de film zorgde voor meer soortgelijke films, waaronder een aantal over “aapmensen” en gorillas. In 1918 verscheen Tarzan of the Apes, en in 1925 The Lost World. Aan deze tweede film werkte Willis O'Brien, de man die de effecten in King Kong verzorgde, ook mee.
In 1930 verscheen de film Ingagi; een hoaxdocumentaire over wezens die het resultaat zouden zijn van een relatie tussen een mens en een gorilla. De film was een van de succesvolste van de jaren 30. Het succes van deze film was deels de reden dat King Kong groen licht kreeg, hoewel Cooper zelf altijd ontkende dat Ingagi enigszins van invloed was op King Kong.

### Ontwikkeling

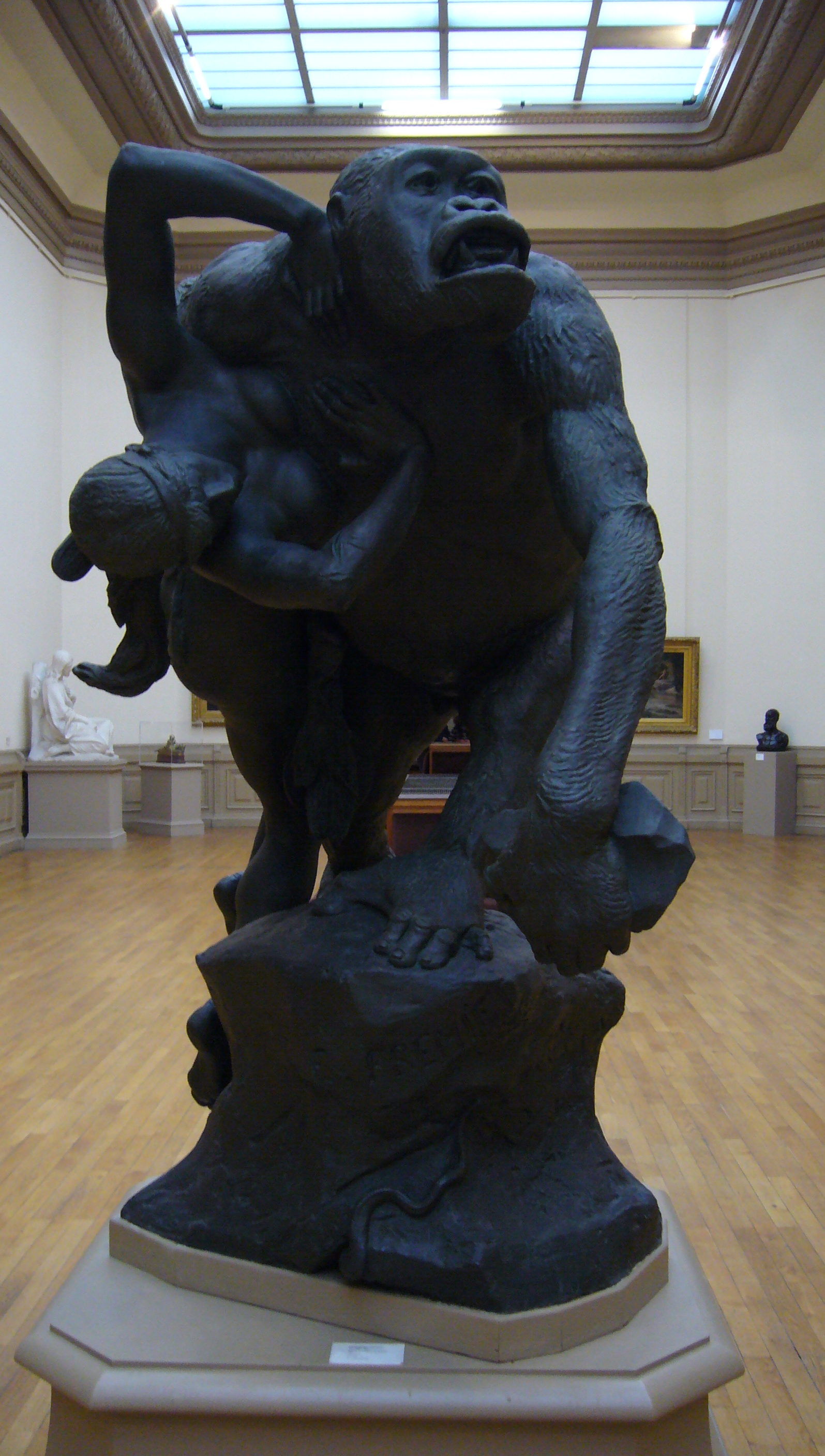
Het idee van een gorilla die een vrouw ontvoert is een oud concept, dat reeds voorkwam in Emmanuel Frémiets sculptuur Gorille enlevant une femme (1887)

Coopers fascinatie met gorilla’s begon toen hij in zijn jeugd Paul du Chaillu's Explorations and Adventures in Equatorial Africa (1861) las. In 1929 werd dit versterkt door een studie van een groep bavianen in Afrika tijdens het opnemen van The Four Feathers. Na het lezen van W. Douglas Burdens The Dragon Lizards of Komodo kwam hij met het idee voor een film over gorilla’s in gevecht met komodovaranen. Dit idee werd al snel ingekort naar slechts 1 gorilla en 1 varaan in tegenstelling tot een hele groep. Ook voegde hij een vrouw toe aan het scenario omdat hij volgens critici te weinig aandacht besteedde aan romantiek in zijn verhalen. Verder koos hij een afgelegen eiland als locatie.
Cooper ging met dit concept naar Paramount Studios, waar zijn scenario echter werd afgekeurd. Dit omdat de opnames in Africa en Komodo die nodig zouden zijn voor de film te duur waren. In 1931 bracht David O. Selznick Cooper naar RKO als zijn uitvoerend assistent. Hier begon Cooper te werken aan The Most Dangerous Game. Voor deze film werd een grote jungleset gebouwd in een studio. In de film speelden Robert Armstrong en Fay Wray de hoofdrollen. Toen de opnames goed en wel waren begonnen richtte Cooper zijn aandacht op de film Creation; een verhaal over een groep reizigers die vast komt te zitten op een eiland bewoond door dinosauriërs. Beide films waren van invloed op Coopers’ uiteindelijke scenario voor King Kong.
Bij de opnames voor Creation leerde Cooper Willis O’Brien kennen. Toen hij diens stop-motion technieken zag, besefte hij dat hij hiermee de productiekosten voor zijn eigen film flink kon drukken. In plaats van opnames op locatie met echte gorilla’s en varanen zou een set gelijk aan “The Most Dangerous Game” kunnen worden gebruikt met stop-motion dieren. Cooper paste het scenario daarom verder aan, gebaseerd op dit idee. Hij verving de varaan echter door een dinosaurus, en maakte de gorilla vele malen groter dan echte gorilla’s om hem te kunnen laten vechten met deze dinosaurus. Ten slotte kwam hij op het idee om de gorilla na zijn gevecht naar New York te laten halen voor een spannende climax.
Cooper huurde RKO-scenarist en auteur Edgar Wallace in om zijn scenario om te zetten tot een volwaardig scenario en een roman om de film te promoten. Cooper stond erop dat de roman eerst gepubliceerd zou worden daar hij dan de film kon aanprijzen als zijnde “gebaseerd op de roman van Edgar Wallace”. Wallace begon op 1 januari 1932 aan de roman. Op 5 januari dat jaar voltooide hij een eerste exemplaar met als titel The Beast. Cooper wilde het verhaal nog wat bij laten schaven, maar de onverwachte dood van Wallace op 10 februari dat jaar gooide roet in het eten.
Hierop wendde Cooper zich tot James A. Creelman. Samen werkten ze de eerste versie van Wallace’ roman verder uit onder de werktitel The Eighth Wonder. Zo veranderden ze een jager genaamd Danby Denham in filmregisseur Carl Denham, en lieten het scenario van een boot vol ontsnapte gevangenen weg uit het verhaal. Het karakter Shirley werd vervangen door Ann Darrow. De laatste hand aan het verhaal kwam van schrijfster Ruth Rose (Mrs. Ernest Schoedsack). Zij legde nog wat meer nadruk op de actie in het verhaal. Dit uiteindelijke verhaal kreeg de titel “Kong”.

### Acteurs

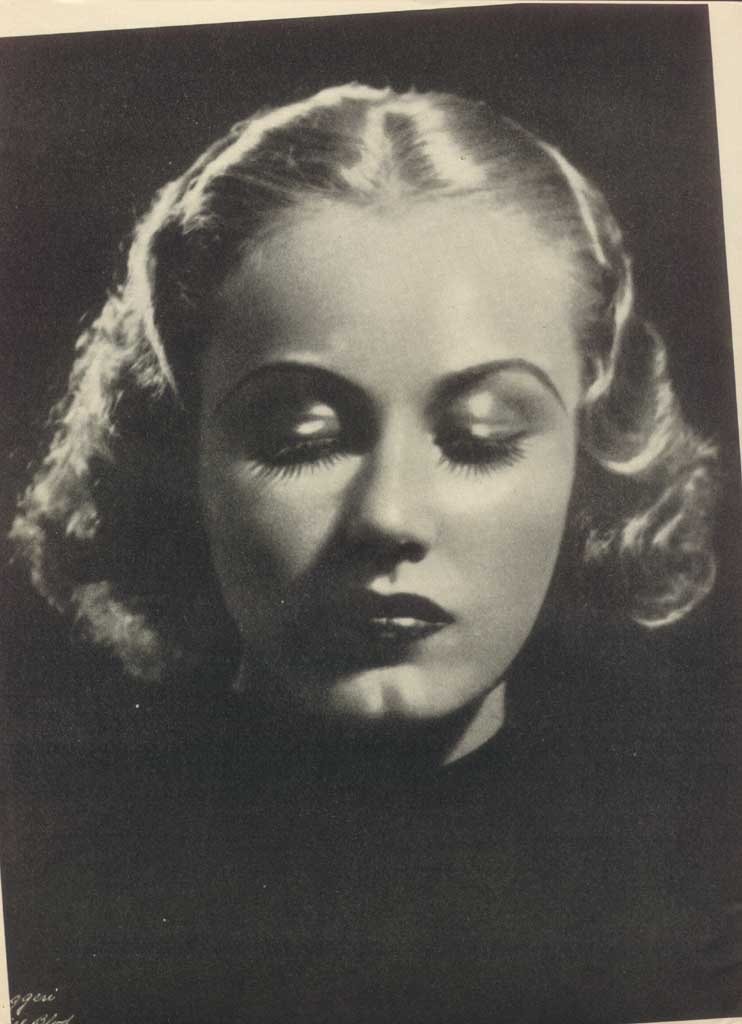
Fay Wray (1933)

Cooper kende Fay Wray van The Four Feathers en The Most Dangerous Game. Toen RKO het scenario goedkeurde en de film groen licht gaf, benaderde Cooper haar voor de rol van Ann Darrow. Hij wilde graag een blonde actrice voor de rol als tegenpool van de donkerharige gorilla. Wray accepteerde meer vanwege Coopers enthousiasme dan vanwege het verhaal. Wray nam al haar schreeuwen uit de film in een middag op.
Robert Armstrong was ook een acteur uit The Most Dangerous Game. Tijdens de productie van deze film werd hij lid van Cooper-Schoedsacks interne kring. Cooper benaderde Bruce Cabot, een acteur die hij kende van de audities voor The Most Dangerous Game, voor de rol van Jack Driscoll.
Veel van de andere acteurs waren ook reeds bekenden van Cooper en Schoedsack, waaronder Frank Reicher, Victor Wong en James Flavin.

### Productie
Kong werd ontworpen door Marcel Delgado op aanwijzingen van Cooper en O'Brien. Er werden vier modellen gebouwd van respectievelijk aluminium, schuimrubber, latex en konijnenbont. Het Kongmodel werd wat gestroomlijnd om de prominente buik en achterwerk van echte gorilla’s weg te laten. Cooper vond dat Kong er anders te komisch uitzag. Tijdens de opnames droogde de huid van het Kongmodel vaak door de warmte van de studiolampen, waardoor het model vaak gerepareerd moest worden. Behalve het schaalmodel werden er ook twee versies gemaakt van Kong’armen. Deze waren gemaakt van staal, spons, rubber en berenvacht.
De dinosauriërs in de film werden gemaakt door Delgado van onder andere katoen, schuimrubber, latex bekleding en vloeibaar latex.
Enkele van de junglescènes werden opgenomen in dezelfde studio als de scènes van The Most Dangerous Game. Beide films werden vrijwel tegelijk opgenomen, en in beide had Fay Wray een rol. Andere junglescènes werden opgenomen op Catalina Island.
Tijdens de afwerking van de productie kreeg de film zijn definitieve titel; King Kong.

### Verwijderde scènes
- Kong in gevecht met drie triceratops. Wel gepland, niet gefilmd.
- De gruwelijke dood van drie crewleden door een sauropoda.
- Een scène waarin de schippers bij hun val in het ravijn worden gedood door een enorme spin, een octopus-achtig insect, een enorme schorpioen/krab en een enorme krokodil. Deze scène was wel gefilmd en in de film geplaatst, maar werd nadat Merian C. Cooper de film aan een testpubliek had getoond alsnog uit de film geknipt. Lange tijd werd gedacht dat dit was gedaan omdat men de scène te gruwelijk vond, maar in een memo van Cooper bleek later dat hij de scène had laten verwijderen omdat hij de film te veel vertraagde.
- De scène waarin Ann en Jack wegvluchten uit Kongs grot was oorspronkelijk een stuk langer.
- Kong vertrapt twee inheemsen wanneer hij het dorp aanvalt.
- Kong doodt twee inheemsen en een New Yorker met zijn tanden.
- Kongs dode lichaam valt van het Empire State Building. De scène was niet realistisch genoeg.

Bij latere heruitgaven van de film werden nog eens een paar scènes verwijderd:
- De scène waar een Brontosaurus een van de crewleden doodt.
- Een scène waarin Kong een vrouw die hij voor Ann aanziet uit het raam van een wolkenkrabber pakt, maar haar naar beneden gooit zodra hij zijn vergissing merkt.
- Kongs brute aanval op het dorp op Skull Island.

Veel van deze scènes werden hersteld voor de heruitgave van begin jaren 70. Ook de DVD-versie uit 2005 bevat de film geheel intact.

## Uitgave en ontvangst

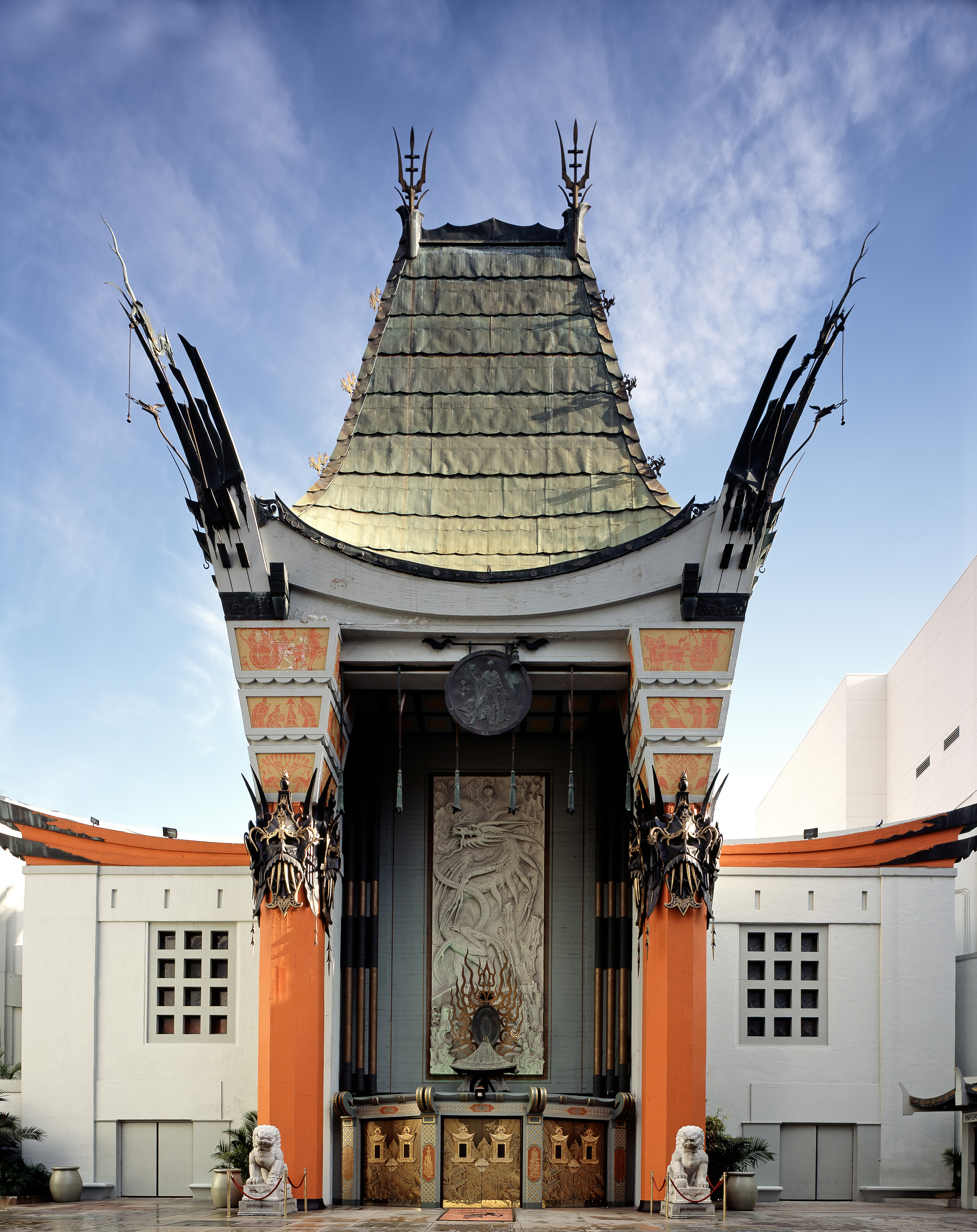
De wereldpremière van King Kong vond plaats in Grauman's Chinese Theater in Los Angeles.

King Kong ging op 2 maart 1933 in voorpremière in de Radio City Music Hall in New York en de RKO Roxy. Vooraf aan de film werd een toneelstuk opgevoerd getiteld Jungle Rhythms. Beide locaties waren uitverkocht. In de eerste vier dagen bracht de film $89 931 op.
De officiële wereldpremière vond plaats op 23 maart 1933 in het Grauman's Chinese Theater in Hollywood. Veel acteurs woonden de première bij.
Het tijdschrift Variety was een van de eersten die met een review van de film kwam. Volgens het tijdschrift was de film een grote avonturenfilm, op voorwaarde dat het publiek kon wennen aan de soms machine-achtige bewegingen van de dieren. De New York Times gaf de film een enthousiaste review.
De film bracht ongeveer 2 miljoen dollar op bij de originele uitgave in 1933; destijds een recordbedrag voor een film. De film maakte dat RKO voor het eerst in vijf jaar weer winst draaide. Na de heruitgave in 1952 steeg de opbrengst naar 4 miljoen dollar.

## Significantie
King Kong was de eerste belangrijke Hollywoodfilm met echt thematische muziek in plaats van gewone achtergrondmuziek.
Ook was dit de eerste filmhit met een geanimeerd karakter in de hoofdrol. Veel van wat vandaag de dag door middel van CGI-animatie wordt gedaan komt voort uit de stop-motion effecten in King Kong.
Veel van de scènes in de film gebruiken optische effecten van Linwood G. Dunn, die jarenlang RKO’s optisch technicus was.
In 1991 werd de film opgeslagen in de National Film Registry.

## Prijzen en nominaties
De nu klassieke film werd in 1933 niet genomineerd voor een prijs. De film had vanwege de destijds geavanceerde technieken genomineerd kunnen worden voor een Oscar in de categorie speciale effecten, ware het niet dat deze categorie pas in 1939 werd ingevoerd.
In latere jaren is de film wel voor een aantal prijzen genomineerd:
- 1991: National Film Registry - gewonnen
- 2005: Satellite Award voor Outstanding Classic DVD
- 2005: Satellite Award voor Outstanding DVD Extras
- 2006: Saturn Award voor Best Classic Film DVD Release
- 2008: TV Land Award voor Best Movie to Watch at the Drive-In

American Film Institute erkenning
- AFI's 100 Years...100 Movies #43
- AFI's 100 Years...100 Thrills #12
- AFI's 100 Years...100 Passions #24
- AFI's 100 Years of Film Scores #13
- AFI's 10 Top 10 #4 Fantasy film
- AFI's 100 Years...100 Movie Quotes #84
  - "Oh, no, it wasn't the airplanes. It was Beauty killed the Beast."
- AFI's 100 Years...100 Movies (10th Anniversary Edition) #41[15][16]

## Trivia
- In het originele scenario wordt de gorilla “Kong” genoemd. “King” werd aan de titel toegevoegd door de studio. Naast de openingstitel komt de naam “King Kong” slechts een keer voor in de film: op het uithangbord boven het theater waar Kong wordt tentoongesteld.
- King Kong wordt vaak beschreven als de favoriete film van Adolf Hitler. Hoewel dit nooit is bevestigd wordt dit nog vaak vermeld in kranten en artikelen over de film.
- King Kongs formaat verschilt per scène in de film. Op het eiland lijkt hij 18 voet (5,4 meter) hoog, op het podium in New York 24 voet (7,2 meter) en tijdens de eindscènes op het Empire State Building 50 voet (15 meter).
- In het originele scenario zou Kong op het eind het Chrysler Building beklimmen. Het Empire State Building en het Chrysler Building werden tegelijk gebouwd en het Chrysler Building zou uiteindelijk het hoogste van de twee worden. Pas toen op het laatste moment een observatieterras en een mast op de top werden geplaatst, werd het Empire State Building het hoogste gebouw, en daarmee de locatie voor de eindscène.